# Cash management
Cash management (кеш-менеджмент) — одна з послуг, яку надають банки своїм корпоративним клієнтам, завдяки якій клієнт може зменшити свої витрати і ефективно управляти своїми фінансовими показниками.

## Загальні відомості
У широкому сенсі Cash management відноситься до галузі фінансів і стосується питань отримання, оброблення і використання грошових коштів, а також включає питання оцінки ліквідності ринку, грошових потоків і інвестицій.
Cash management включає такі групи послуг як:
- Управління банківськими рахунками
- Управління ліквідністю (управління залишком на банківських рахунках)
- Розрахунково-касове обслуговування
- Управління процентною ставкою
- Електронний банкінг
- Інформаційні сервіси
- Карткові проекти

## Варіанти послуг
В банках США Cash management або Treasury management — це маркетинговий термін для певних послуг, пов'язаних з грошовими потоками, які в першу чергу адресовані великим корпоративним клієнтам, філії яких можуть обслуговуватись в різних філіях банків і при цьому клієнт має потребу в управлінні консолідованими грошовими ресурсами. Ця комплексна послуга може включати такі складові послуги як:
Cash pooling — злиття грошових коштів в «грошовий пул». Це сукупність рахунків клієнта, відкритих в даному банку, залишки за якими розглядаються спільно.
Відомі два види злиття коштів:
- з реальним злиттям коштів на один центральний рахунок (cash concentration);
- без перерахування коштів (notional pooling), коли кошти між рахунками пула не перераховуються, а при обслуговуванні цих рахунків залишки розглядаються спільно.

Cash concentration (концентрація коштів) — це система збору платежів, за якої платежі надходять від контрагентів клієнта на рахунки в різних установах банку (філія, головний банк), а в кінці кожного банківського дня перераховуються на єдиний центральний рахунок в одній з установ банку, яка обслуговує головний офіс клієнта.
Zero balance account (рахунок з нульовим залишком) — це поточний рахунок клієнта в банку, на якому підтримується нульовий залишок, завдяки тому, що він використовується лише для здійснення платежів. При надходженні в банк чека, дебетового авізо, необхідна сума перераховується лише з головного рахунку клієнта. Така операція дозволяє головній компанії оперативно ліквідувати можливі касові розриви у філій або дочірніх підприємств, уникаючи овердрафтів.
Trigger balancing — кошти перераховуються на центральний рахунок лише за умови перевищення установленого за рахунком ліміту. На рахунку залишається лише мінімальна сума коштів, необхідна для певних щоденних операцій (фіксована або як відсоток від поточного залишку)
Target balancing — кошти перераховуються на центральний рахунок, якщо перевищують заданий цільовий рівень залишку у філії, і поповнюються з центрального рахунку, якщо їх менше заданої величини.
В банках Росії і України така послуга під назвою «Кеш-менеджмент» або «Cash management» теж стає популярною, хоча з'явилась на ринку недавно.